# Atopochilus
Atopochilus (лат.) — род лучепёрых рыб семейства перистоусых сомов, обитающих в Африке.

## Виды
Признано семь видов этого рода:
- Atopochilus chabanaudi Pellegrin, 1938
- Atopochilus christyi Boulenger, 1920
- Atopochilus macrocephalus Boulenger, 1906
- Atopochilus mandevillei Poll, 1959
- Atopochilus pachychilus Pellegrin, 1924
- Atopochilus savorgnani Sauvage, 1879
- Atopochilus vogti Pellegrin, 1922

## Описание
У видов Atopochilus губы и усики преобразованы в присоску. Максимальная длина тела представителей рода варьирует от 6,0 до 14,1 см.